# 김조규
김조규(1914년 1월 20일 ~ 1990년 12월 3일)은 조선민주주의인민공화국의 작가이다.

## 생애
한국의 시인으로 1914년 1월 20일 평안남도 덕천군에서 태어났다. 1931년 시 <연심>을 조선일보에 발표하였고 그해 10월 <<동광>>의 문예작품 공모에 <검은 구름 모일 때>가 당선되면서 등단되었다. 1937년에는 숭실학교 영문과를 졸업했다. 1945년 황순원, 최명익 등과 함께 우익 계열인 '평양예술문화협회'를 결성했으나 후에 '북조선문학예술총동맹'에 흡수되면서 북조선문학예술총동맹에서 활동했다. 이후 평양예술대학 교수가 되어 한국 전쟁 발발 때까지 근무했다. 한국 전쟁 발발 후 종군 시인으로 낙동강, 경북 영천 일대까지 종군했으며, 1952년에 중국을 방문했고, 그해에 오스트리아 빈에서 열린 세계인민평화대회에 북한 대표로 참가했다. 이 무렵 김일성종합대학 문과대 교수가 되었으나 반종파투쟁 과정에서 허가이의 소련파와 함께 숙청당했다. 1956년까지는 작품 활동을 했으나 이후 이태준과의 교분 때문에 집필 금지를 당하고 협동 농장으로 밀려났고 1960년에 복귀하여 작품 활동을 재개했다. 1990년 12월 3일 사망했다.

## 주요 작품
- <생활의 흐름>
- <대오는 이 밤을 걷는다>
- <이 사람들 속에서>

## 참고자료
신형기, 오성호, 이선미 엮음, 한국 문학 전집 <<북한 문학>>(2007, 문학과 지성사)